# Aminath Rouya Hussain
Aminath Rouya Hussain (1º settembre 1990) è un'ex nuotatrice maldiviana, che ha rappresentato il suo paese ai Giochi Olimpici di Atene 2004 e Pechino 2008 e a quattro edizioni dei mondiali (tre in vasca lunga e una in vasca corta).

## Biografia

### Giochi del Commonwealth
Ha partecipato a una edizione dei Giochi del Commonwealth, nel 2006 a Melbourne.
Ha preso parte a quattro gare: nei 50 m farfalla fu quarta e ultima nella prima batteria, col 35º tempo complessivo; nei 100 m stile libero fu seconda nella sua batteria, col 42º tempo complessivo; nei 100 m farfalla fu quarta nella sua batteria, col 24º tempo complessivo; nei 50 m stile libero, infine, fu quarta nella sua batteria, col 43º tempo complessivo;

### Campionati mondiali
La Hussain ha preso parte a numerose edizioni dei mondiali di nuoto.
Furono tre consecutivi i mondiali in vasca lunga: la prima esperienza nel 2003, quando ancora non aveva compiuto tredici anni (gareggiò nei 50 e 100 m stile libero, nei 100 m farfalla e nei 100 m dorso); la seconda nel 2005 (nei 50, nei 100 e nei 200 m stile libero, nei 50 m farfalla e nei 200 m misti); la terza ed ultima nel 2007 (nei 50, nei 100 e nei 200 m stile libero e nei 50 m farfalla).
L'unico mondiale in vasca corta fu l'ultimo cui prese parte, nel 2008, gareggiando sui 50 m e i 100 m stile libero, e sui 50 m farfalla.
In tutte le occasioni venne eliminata in batteria.

### Giochi olimpici
La Hussain ha fatto parte della delegazione maldiviana sia alle olimpiadi di Atene 2004 che di Pechino 2008, ed in quest'ultima occasione è stata portabandiera alla cerimonia di apertura.

#### Atene 2004
Ad Atene 2004 ha gareggiato nei 50 m stile libero. Ha chiuso la propria batteria in 31" 26, con il 65º tempo complessivo, a pari merito con la micronesiana Tracy Ann Route, mancando quindi l'accesso alle semifinali.

#### Pechino 2008
Anche in questa seconda esperienza olimpica, per la quale è stata scelta come portabandiera del suo paese alla cerimonia di apertura, ha gareggiato nuovamente nei 50 m stile libero. Ha chiuso la propria batteria in 30" 21, con il 72º tempo sulle novanta atlete al via, anche in questo caso finendo lontana dalla qualificazione alle semifinali.